# Leechmeer
Het Leechmeer (Engels: Leech Lake) is een stuwmeer en is het op drie na grootste meer dat volledig op het grondgebied van de Amerikaanse staat Minnesota ligt. Het ligt grotendeels in het indianenreservaat Gaa-zagaskwaajimekaag (Engels: Leech Lake Indian Reservation) en volledig in het Chippewa National Forest. Het meer heeft een oppervlakte van 451 km² en een maximumdiepte van 46 meter.